# ゴットフリート・ハインリヒ・シュテルツェル
ゴットフリート・ハインリヒ・シュテルツェル（Gottfried Heinrich Stölzel, 1690年1月13日 - 1749年11月27日）は、ドイツの作曲家。

## 生涯
エルツ山地のふもとのグリューンシュテッテル（1995年10月1日にシュヴァルツェンベルクに併合）でオルガニストの子として生まれる。
1703年からシュネーベルクの学校にて、トーマスカントルであったヨハン・シェレの弟子であるクリスティアン・ウムブラウフトから通奏低音と作曲法を学ぶ。1705年からはゲーラのギムナジウムに通い、宮廷音楽監督（Kapelldirektor）のエマヌエル・ケーゲルに師事し、また優れた宮廷音楽に触れ、文学に関する知識を深めた。1707年からライプツィヒで神学を学ぶかたわら、新教会のオルガニストのメルヒオール・ホフマンに師事した。メルヒオール・ホフマンは1702年にテレマンが設立したコレギウム・ムジクムの指揮者でもあり、シュテルツェルに作曲の指導をしたり、シュテルツェルの作品の演奏をしたりして支援した。また、この時期にヨハン・フリードリヒ・ファッシュやヨハン・ゲオルク・ピゼンデルとの交流を持った。1710年から1712年までブレスラウの貴族のもとで働き、1711年に最初のオペラNarcissusが生まれた。1713年より18ヶ月間イタリアに留学し、フランチェスコ・ガスパリーニ、アントニオ・ヴィヴァルディ、ジョヴァンニ・ボノンチーニに会うなど、当時の最先端の音楽を学んだ。
1718年にゲーラの宮廷の楽長を経て、1719年にザクセン＝ゴータ＝アルテンブルク公フリードリヒ2世に招かれてゴータの宮廷礼拝堂の楽長に就任した。シュテルツェルはゴータで生涯を終えたが、一方でゾンダースハウゼンの宮廷のためにも多くの祝典楽曲や宗教曲を残している。

## 作品
多作家で、存命中の名声はヨハン・ゼバスティアン・バッハを超えていた。作品には管弦楽曲、室内楽曲、オラトリオ、ミサ曲、モテット、カンタータなどがあるが、多くは散逸してしまった。代表作として『クリスマス・オラトリオ』があげられる。
1725年にはバルトルト・ハインリヒ・ブロッケスのテキストによる受難オラトリオ『世の罪のために苦しみ死にたまいしイエス』(Der für die Sünde der Welt gemarterte und sterbende Jesus)（ブロッケス受難曲）を作曲し、フリーデンシュタイン宮殿の宮廷教会で聖金曜日に演奏された。1735年ごろにシュテルツェルは受難曲の写しをゾンダースハウゼンに送り、何度か演奏された。写譜は偶然にも残り、1997年に初めて再演された。
シュテルツェルの受難オラトリオ『子羊が往く、咎を背負って』(Ein Lämmlein geht und trägt die Schuld）は、1720年にゴータで作曲された。1730年代にはルードルシュタット、ゾンダースハウゼン、ニュルンベルク、ゲッティンゲンなど各地で演奏され、1734年4月23日（聖金曜日）にはライプチィヒのトーマス教会でヨハン・ゼバスティアン・バッハの指揮のもと上演された。バッハは、1740年ごろに受難オラトリオのアリア『汝の十字架、おおわが魂の花婿よ』（Dein Kreuz, o Bräutigam meiner Seelen）を『われはその御名を言い表わさん』（Bekennen will ich seinen Namen）（BWV 200）に編曲している。
ベンジャミン・シュモルクの『心の弦の調べ』（Das Saiten-Spiel des Herzens）によって作曲されたシュテルツェルのカンタータ年巻は、1735/1736年にヨハン・ゼバスティアン・バッハによってライプツィヒで上演された。